# Stagonopleura
Stagonopleura là một chi chim trong họ Estrildidae.